# Neolophonotus ktenistus
Neolophonotus ktenistus är en tvåvingeart som beskrevs av Jason Gilbert Hayden Londt 1986. Neolophonotus ktenistus ingår i släktet Neolophonotus och familjen rovflugor.
Artens utbredningsområde är Angola. Inga underarter finns listade i Catalogue of Life.